# L'Épiphanie (parroquia)
L’Épiphanie, antiguamente L’Achigan,  es un municipio de parroquia perteneciente a la provincia de Quebec en Canadá. Está ubicado en el municipio regional de condado (MRC) de L’Assomption en la región administrativa de Lanaudière.

## Geografía
L’Épiphanie se encuentra en la ribera oeste del río L’Assomption, un afluente del San Lorenzo en la parte oeste del MRC de L’Assomption, al norte del Gran Montreal y 33 km al sur de Joliette, capital de la región. Su territorio rodea el de la ciudad de L’Épiphanie. Limita al norte con Sainte-Marie-Salomé, al este con L'Assomption, al sur con Repentigny, al suroeste con Mascouche, al oeste con Saint-Roch-de-l'Achigan y al noroeste con Saint-Jacques. Su superficie total es de 55,77 km², de los cuales 55,16 km² son tierra firme. El río L’Achigan baña el territorio.

## Urbanismo
El territorio es ocupado en mayor parte por las tierras agrícolas. Comprende también dos zonas de habitación, el Domaine des Deux Lacs y una zona adyacente a la ciudad de L’Épiphanie. El rang de l’Achigan (carretera regional QC 339) bordea el río L’Achigan hacia Saint-Roch-de-l’Achigan al oeste y L’Assomption al este aunque la montée L’Épiphanie (carretera regional QC 341) une L’Épiphanie a Saint-Jacques alnorte y a Repentigny al sureste.

## Historia
En Nueva Francia, el territorio estuvo situado en el señorío de Saint-Sulpice. Los Sulpicianos construyeron molinos sobre el río L’Achigan en este luego que se llamada entonces L’Achigan. Acadianos se establecieron en 1766. La parroquia católica de L’Épiphanie fue creada en  1853 por separación de la parroquia de L’Assomption. El municipio de parroquia fue instituido en 1855.

## Política
El consejo municipal se compone del alcalde y de seis consejeros sin división territorial. El alcalde actual (2015) es Denis Lévesque. A nivel supralocal, L’Épiphanie forma parte del MRC de L’Assomption. El territorio del municipio está ubicado en la circunscripción electoral de Repentigny a nivel provincial y de Repentigny también a nivel federal.

## Demografía
Según el censo de Canadá de 2011, L'Épiphanie contaba con 3296 habitantes. La densidad de población estaba de 60,8 hab./km². Entre 2006 y 2011 hubo un aumento de 167 habitantes (5,3 %). En 2011, el número total de inmuebles particulares era de 1307, de los cuales 1212 estaban ocupados por residentes habituales, otros siendo en mayor parte residencias secundarias.
Evolución de la población total, 1991-2015